# Heidemanniella scutellaris
Heidemanniella scutellaris är en insektsart som beskrevs av Bertil Robert Poppius 1914. Heidemanniella scutellaris ingår i släktet Heidemanniella och familjen ängsskinnbaggar. Inga underarter finns listade i Catalogue of Life.